# لوسیانو گوینیاسو
لوسیانو گوینیاسو (انگلیسی: Luciano Guiñazú؛ زادهٔ ۱ نوامبر ۱۹۷۱) بازیکن فوتبال اهل آرژانتین است.